# Landkreis Cottbus

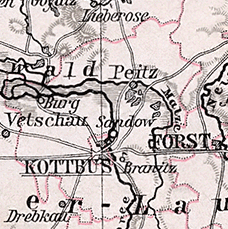
Das Kreisgebiet 1905

Der Landkreis Cottbus, bis 1886 Kreis Cottbus, war ein Landkreis in Brandenburg. Er bestand in der preußischen Provinz Brandenburg und im Land Brandenburg der SBZ bzw. DDR bis 1952.

## Territorium
Der Landkreis Cottbus umfasste am 1. Januar 1945 die Stadt Peitz, 84 weitere Gemeinden und einen Forst-Gutsbezirk.

## Verwaltungsgeschichte

### Herrschaft Cottbus
1448 erwarb Kurfürst Friedrich II. von Brandenburg die Herrschaft Cottbus. Seit 1462 bestand sie als brandenburgische Exklave inmitten der böhmischen Lausitz. Sie wurde administrativ der Neumark eingegliedert.
1807 bis 1815 gehörte das Gebiet zum Königreich Sachsen. Das umliegende Markgraftum Niederlausitz gehörte schon seit 1635 in Personalunion zu Sachsen.

### Kreis Cottbus
1816 wurde der Kreis Cottbus im preußischen Regierungsbezirk Frankfurt gebildet, der die Herrschaften Cottbus und Peitz sowie auch umliegende Ortschaften umfasste, die bis dahin zur sächsischen Niederlausitz gehört hatten. Das Landratsamt des Kreises war in der Stadt Cottbus.
Seit dem 1. Juli 1867 gehörte der Kreis zum Norddeutschen Bund und seit dem 1. Januar 1871 zum Deutschen Reich.

### Landkreis Cottbus
Am 27. Oktober 1886 schied die Stadt Cottbus aus dem Kreis Cottbus aus und bildete fortan einen eigenen Stadtkreis.Damit erhielt der Kreis Cottbus die Bezeichnung Landkreis. Zum 1. Juli 1904 wurden die Landgemeinde Sandow und der Gutsbezirk Brunschwig aus dem Landkreis Cottbus in den Stadtkreis Cottbus umgegliedert.
Gegen Ende der 1920er Jahre wurden im Kreis Cottbus nahezu alle Gutsbezirke aufgelöst und benachbarten Landgemeinden zugeteilt.
Im Frühjahr 1945 wurde das Kreisgebiet durch die Rote Armee besetzt.

### Sowjetische Besatzungszone / Deutsche Demokratische Republik
Mit Wirkung zum 1. April 1946 kamen durch Beschluss des Präsidiums der Provinzialverwaltung Mark Brandenburg die Gemeinden Dubrau, Bohrau, Briesnig, Groß Bademeusel, Groß Jamno, Groß Schacksdorf, Jethe, Jocksdorf, Klein Bademeusel, Klein Jamno, Mulknitz, Naundorf, Simmersdorf, Smarso und Weißagk des aufgelösten Landkreises Sorau zum Landkreis Cottbus.
Durch das Gesetz über die Änderung zur Verbesserung der Kreis- und Gemeindegrenzen vom 28. April 1950 kam es am 1. Juli 1950 zu einer Reihe von Gebietsänderungen:
- Die Stadtkreise Cottbus, Forst und Guben wurden in den Landkreis Cottbus eingegliedert.
- Die Gemeinden Atterwasch, Bärenklau, Deulowitz, Grabko, Grano, Grießen, Groß Breesen, Groß Gastrose, Horno, Kaltenborn, Kerkwitz, Klein Gastrose, Krayne, Lübbinchen, Reichenbach, Schenkendöbern, Schlagsdorf und Taubendorf des aufgelösten Landkreises Guben wurden in den Landkreis Cottbus eingegliedert.
- Die Gemeinden Pinnow und Staakow wechselten aus dem Landkreis Lübben in den Landkreis Cottbus.
- Im Gegenzug wechselten die Gemeinden Babow, Briesen, Burg, Burg-Kauper, Burg-Kolonie, Fehrow, Guhrow, Müschen, Ruben, Saccasne, Schmogrow, Striesow und Werben in den Landkreis Lübben.
- Die Gemeinde Illmersdorf wechselte aus dem Landkreis Cottbus in den Landkreis Senftenberg.
- Die Gemeinden Drieschnitz, Jocksdorf und Kahsel wechselten aus dem Landkreis Cottbus in den Landkreis Spremberg.

Außerdem fanden am 1. Juli 1950 mehrere Eingemeindungen statt:
- Madlow, Sachsendorf, Saspow, Schmellwitz und Ströbitz zu Cottbus
- Klein Gastrose zu Groß Gastrose
- Groß Breesen, Kaltenborn und Reichenbach zu Guben
- Radewiese zu Heinersbrück
- Smarso zu Jethe
- Dahlitz und Zahsow zu Kolkwitz
- Kunersdorf zu Papitz
- Ottendorf zu Peitz

1952 erfolgte in der DDR eine weitere umfassende Gebietsreform:
- Die Stadt Forst sowie die Gemeinden Dubrau, Bohrau, Briesnig, Gahry, Gosda, Groß Bademeusel, Groß Jamno, Groß Schacksdorf, Grötsch, Heinersbrück, Klinge, Jethe, Jocksdorf, Klein Bademeusel, Klein Jamno, Mattendorf, Mulknitz, Naundorf, Simmersdorf, Smarso, Trebendorf und Weißagk kamen zum neuen Kreis Forst.
- Die Stadt Guben sowie die Gemeinden Atterwasch, Bärenklau, Deulowitz, Drewitz, Grabko, Grano, Grießen, Groß Breesen, Groß Gastrose, Horno, Jänschwalde, Kaltenborn, Kerkwitz, Klein Gastrose, Krayne, Lübbinchen, Pinnow, Reichenbach, Schenkendöbern, Schlagsdorf, Staakow, Taubendorf und Tauer kamen zum neuen Kreis Guben.
- Das verbleibende Kreisgebiet bildete den Kern des neuen Kreises Cottbus, der dem Bezirk Cottbus zugeordnet wurde.
- Aus dem Landkreis Lübben wechselten die Gemeinden Babow, Briesen, Burg, Burg-Kauper, Burg-Kolonie, Fehrow, Guhrow, Müschen, Ruben, Saccassne, Schmogrow, Striesow und Werben zurück in den Kreis Cottbus.
- Aus dem Landkreis Senftenberg wechselten die Stadt Drebkau sowie die Gemeinden Brodtkowitz, Casel, Domsdorf, Golschow, Greifenhain, Koschendorf, Laubst, Löschen, Raakow, Radensdorf b. Drebkau, Siewisch und Steinitz in den Kreis Cottbus.
- Aus dem Landkreis Spremberg wechselten die Gemeinden Jehserig und Rehnsdorf in den Kreis Cottbus.

## Einwohnerentwicklung
| Jahr | Einwohner | Quelle |
| ---- | --------- | ------ |
| 1750 | 20.207    | [ 7 ]  |
| 1796 | 33.260    | [ 8 ]  |
| 1816 | 30.595    | [ 9 ]  |
| 1840 | 46.498    | [ 10 ] |
| 1871 | 66.303    | [ 11 ] |
| 1890 | 52.338    | [ 12 ] |
| 1900 | 54.392    | [ 12 ] |
| 1910 | 52.333    | [ 12 ] |
| 1925 | 53.883    | [ 12 ] |
| 1933 | 56.833    | [ 12 ] |
| 1939 | 59.427    | [ 12 ] |
| 1946 | 76.343    | [ 13 ] |

Zur Volkszählung 1900 gaben von insgesamt 54.392 Einwohnern des Landkreises 30.178 „Wendisch“ als alleinige Muttersprache an (55,5 %), weitere 616 Wendisch und Deutsch (1,1 %).

## Kommunalverfassung bis 1945
Der Landkreis Cottbus gliederte sich in Städte, in Landgemeinden und – bis zu deren fast vollständigen Auflösung im Jahr 1929 – in Gutsbezirke. Mit Einführung des preußischen Gemeindeverfassungsgesetzes vom 15. Dezember 1933 sowie der Deutschen Gemeindeordnung vom 30. Januar 1935 wurde zum 1. April 1935 das Führerprinzip auf Gemeindeebene durchgesetzt.

## Landräte
- 9999–1749 Heinrich Wilhelm von Pannwitz
- 1749–1760 Julius Ulrich von Buggenhagen
- 1760–1781 Friedrich Wilhelm von Vernezobre
- 1781–1805 Friedrich Ehrenreich von Muschwitz
- 1805–1820 Friedrich Wilhelm von Normann
- 1821–1823 von Pannwitz
- 1824–1844 Ernst von Schönfeldt (?), Vater des Nachfolgenden
- 1844–1857 Ernst von Schönfeldt (Jurist, 1805)
- 1858–1870 Adolf von Werdeck
- 1871–1871 Hubert (interimistisch)[15]
- 1871–1893 Danko von Funcke
- 1893–1919 Oskar von Wackerbarth
- 1919–1933 Felix Eichler
- 1933–1945 Johannes Schroeter[16]

## Städte und Gemeinden

### Stand 1945
Dem Landkreis Cottbus gehörten 1945 die folgenden Städte und Gemeinden an:
- Auras
- Babow
- Bärenbrück
- Branitz
- Briesen
- Burg
- Burg-Kauper
- Burg-Kolonie
- Dahlitz
- Dissen
- Dissenchen
- Döbbrick
- Drachhausen
- Drehnow
- Drewitz
- Drieschnitz
- Eichow
- Fehrow
- Frauendorf
- Gablenz
- Gahry
- Gallinchen
- Glinzig
- Gosda
- Groß Döbbern
- Groß Gaglow
- Groß Lieskow
- Groß Oßnig
- Grötsch
- Guhrow
- Gulben
- Haasow
- Hänchen
- Heinersbrück
- Illmersdorf
- Jänschwalde
- Kahren
- Kahsel
- Kathlow
- Kiekebusch
- Klein Döbbern
- Klein Gaglow
- Klein Oßnig
- Klinge
- Kolkwitz
- Komptendorf
- Koppatz
- Krieschow-Wiesendorf
- Kunersdorf
- Lakoma
- Laubsdorf
- Leuthen
- Limberg
- Madlow
- Mattendorf
- Maust
- Merzdorf
- Milkersdorf
- Müschen
- Neuendorf
- Neuhausen
- Ottendorf
- Papitz
- Peitz, Stadt
- Preilack
- Roggosen
- Ruben
- Sachsendorf
- Saspow
- Schlichow
- Schmellwitz
- Schmogrow
- Schorbus
- Sergen
- Sielow
- Skadow
- Striesow
- Ströbitz
- Tauer
- Tranitz
- Trebendorf
- Turnow
- Werben
- Willmersdorf
- Zahsow

Nach dem Zweiten Weltkrieg wurden auch Brahmow, Bräsinchen, Kackrow, Klein Lieskow, Radewiese und Saccasne wieder zu eigenständigen Gemeinden, nachdem sie in den 1930er Jahren eingemeindet worden waren.

### Vor 1939 aufgelöste Gemeinden
- Krieschow, 1926/28 zu Krieschow-Wiesendorf
- Oelsnig, 1929 zu Auras
- Wiesendorf, 1926/28 zu Krieschow-Wiesendorf
- Wintdorf, 1926 zu Leuthen
- Sandow, 1904 zu Cottbus

### Namensänderungen
1933 wurde die Schreibweise für die Gemeinde Roggosna in Roggosen geändert.